# جنیوا (نبراسکا)
جنیوا(به انگلیسی: Geneva) شهری در ایالت نبراسکا کشور ایالات متحده آمریکا است که جمعیت آن در سرشماری سال ۲۰۱۰ میلادی، ۲٬۲۱۷ نفر بوده‌است.